# 鰻池
鰻池（うなぎいけ）は、鹿児島県指宿市にある直径 1.3km、面積 1.20km2、水面の標高 122m、水深 56.5m、ほぼ円形の火口湖。池田湖から約3km東にある。

## 地理
約6400年前、池田湖の形成とほぼ同時期に形成された火口に水がたまってできたカルデラ湖である。爆発の噴出物は主として池の南東部に分布している。池田湖や山川港などとともにランクCの活火山に指定されている。
周囲を高低差数10から200mの崖で囲まれた鍋底状の地形になっており、流入する大きな川も流出する川もない。池畔に鰻温泉があり、高温の水蒸気が噴出する場所もある。この蒸気を利用した「スメ」と呼ばれる蒸し器が炊事に利用されている。
1912年頃からウナギの養殖が行われていたが、水質悪化や後継者不足などの問題によって1996年に終了している。
鰻池の南側では薩摩焼の原料のカオリンの採掘が行われていた。

## 伝説
水田を作るために開削工事を行おうとしたところ、池の底から大ウナギが現れて流れを塞いだため、村人がこれを捌いたところウナギは片身になったまま池にすみ着いたという。鰻池の名称も、池に多数生息するオオウナギに由来するものとされる。